# Jan Kurnakowicz
Jan Kurnakowicz né le 27 janvier 1901 à Vilnius et mort le 4 octobre 1968 à Varsovie, est un acteur de cinéma et de théâtre polonais.

## Filmographie
au cinéma
- 1958 : Król Macius I - le général
- 1958 : Deszczowy lipiec - Tadeusz Kawka
- 1957 : Zemsta (1956) - Maciej Raptusiewicz
- 1953 : Sprawa do zalatwienia
- 1953 : Zolnierz zwyciestwa - Taylor (non-crédité)
- 1952 : La Jeunesse de Chopin – Prof. Jozef Elsner
- 1951 : Warszawska premiera - Prof. Jan Quatrini
- 1950 : La Ville indomptée – Piotr
- 1947 : Jasne lany - Michal Klecha
- 1947 : Chansons interdites - Cieslak
- 1938 : Sygnaly - le propriétaire de la averne
- 1938 : Dziewczyna szuka milosci - Tomasz Kotlica
- 1938 : Kosciuszko pod Raclawicami - Sgt. Biedron
- 1937 : Ty, co w Ostrej swiecisz Bramie - Józiuk
- 1936 : Barbara de Radziwill
- 1936 : Fredek uszczesliwia swiat
- 1936 : Tajemnica panny Brinx - Kielich
- 1936 : Bohaterowie Sybiru - Stiopa
- 1936 : Pan Twardowski - Maciek
- 1933 : Prokurator Alicja Horn - un journaliste
- 1933 : Dzieje grzechu - Adolf Horst
- 1932 : Cœurs ardents - Stangret
- 1930 : Sang - (non-crédité)
- 1929 : Un homme fort (Mocny czlowiek)